# IJzertoren

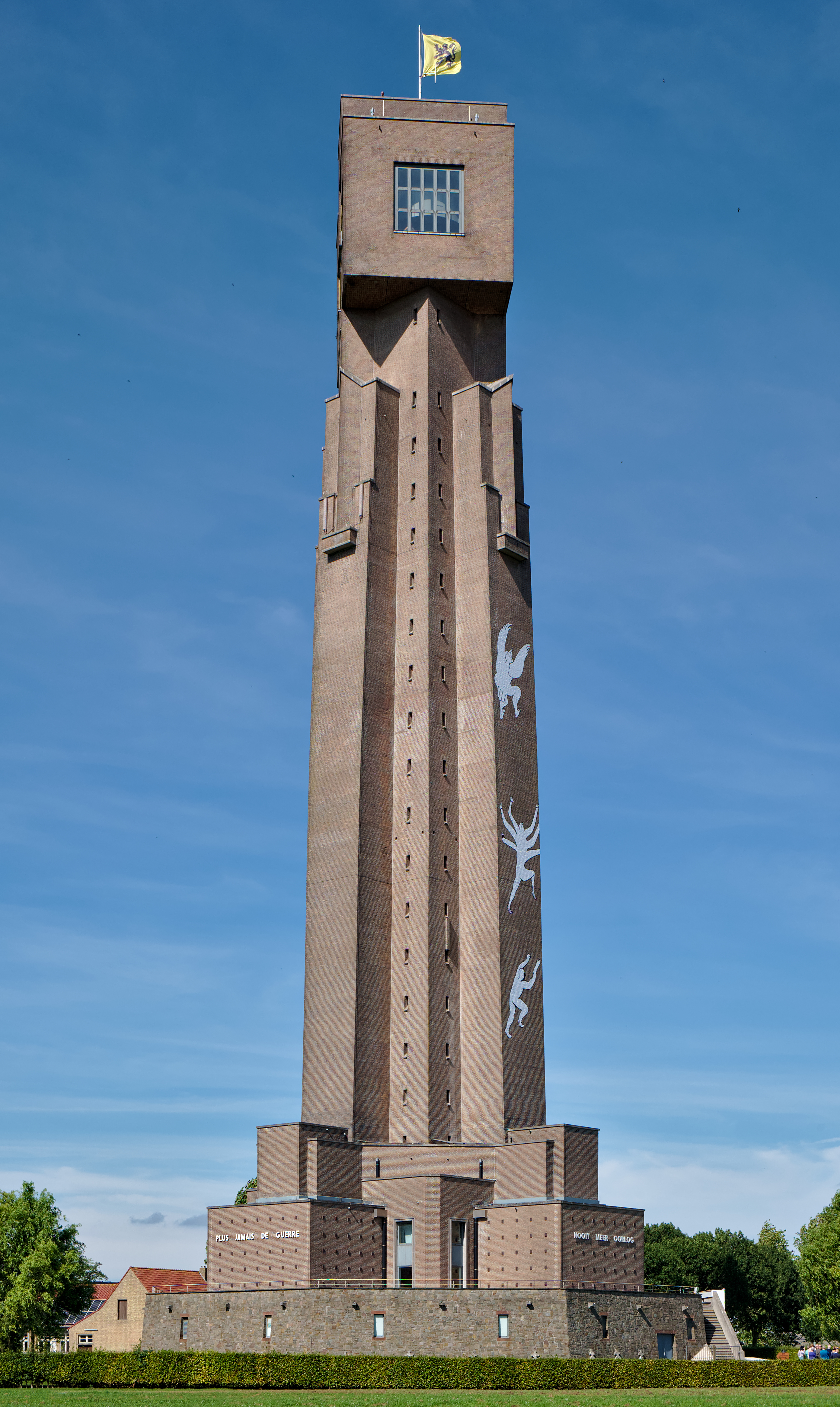
De IJzertoren

De IJzertoren is een toren en vredesmonument in de West-Vlaamse stad Diksmuide.

## Situering
Deze toren, oorspronkelijk ingewijd op 24 augustus 1930, staat aan de oever van de stroom de IJzer, nabij het stadscentrum van Diksmuide op het grondgebied van deelgemeente Kaaskerke.
Op de toren staat aan de vier zijden van de monumentale voet te lezen Nooit meer oorlog, in de vier talen van de strijdende partijen van het westelijk front tijdens de Eerste Wereldoorlog: Plus jamais de guerre, No more War, Nie wieder Krieg.
De IJzertoren is in de eerste plaats een herdenkingsmonument voor de Vlaamse gesneuvelden van de Eerste Wereldoorlog, maar hij staat tegelijk ook symbool voor de aan de IJzer ontstane wil tot meer politieke verzelfstandiging van Vlaanderen (zie onder meer frontbeweging, frontpartij). De jaarlijkse IJzerbedevaart aan de voet van de toren is een politieke manifestatie tegen oorlog en voor Vlaams zelfbestuur.
Op de IJzertoren staan in kruisvorm de letters AVV / VVK, wat staat voor Alles Voor Vlaanderen, Vlaanderen Voor Kristus. Desondanks kwam het IJzertestament van in het begin op voor pluralisme. De crypte staat sinds 2023 op de Unesco-Werelderfgoedlijst als onderdeel van inschrijving Begraafplaatsen en herdenkingssites van de Eerste Wereldoorlog (Westelijk Front).

## Voorgeschiedenis

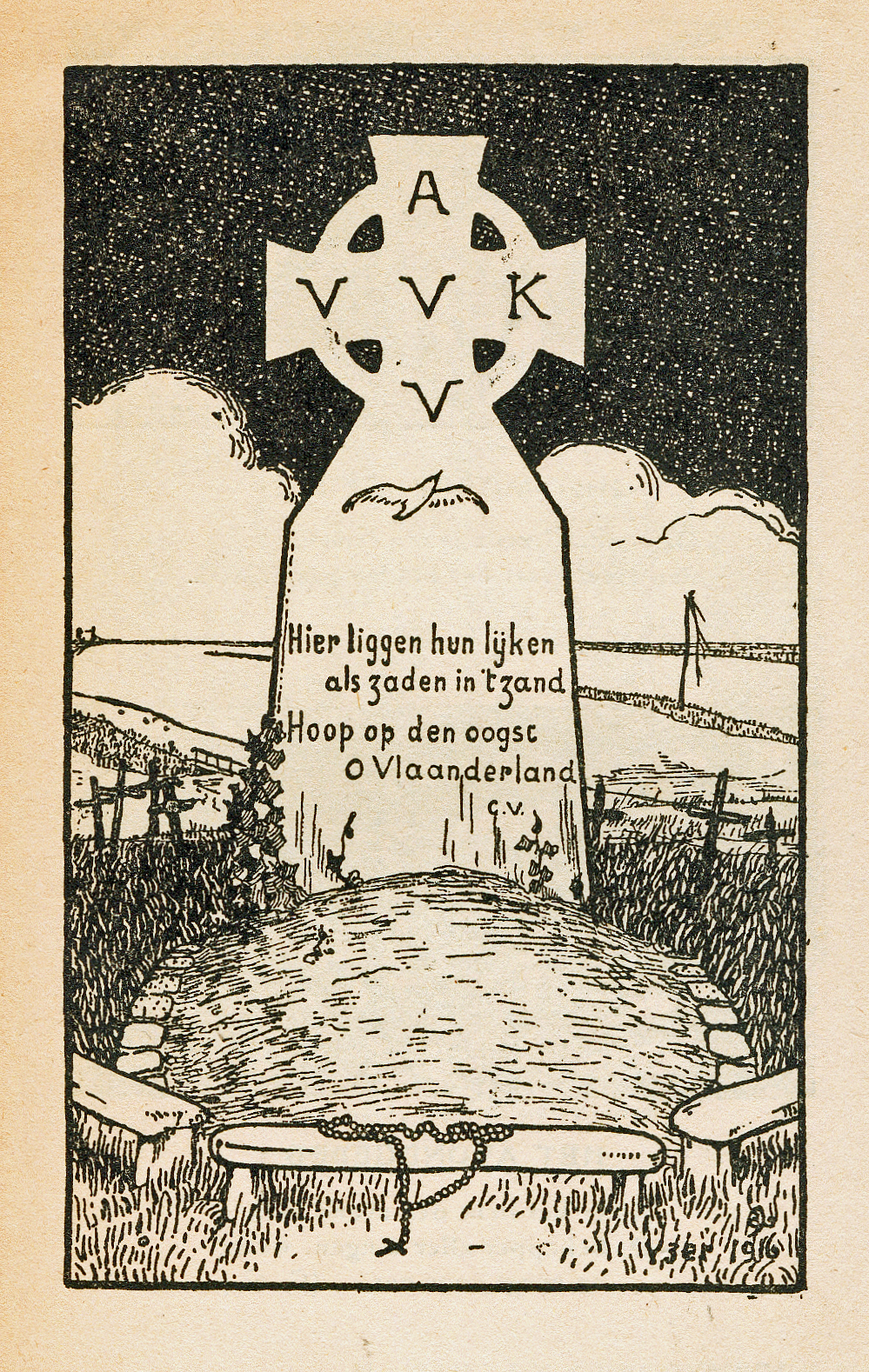
Ontwerp van Joe English voor de Heldenhuldezerken

Op 15 augustus 1916 werd aan het Belgische front, onder het voorzitterschap van Cyriel Verschaeve, het Comité voor Heldenhulde opgericht, om op het graf van de Vlaamse gesneuvelden een eenvoudige maar betekenisvolle Heldenhuldezerk te kunnen plaatsen, meer dan 800 in het totaal. Het comité der Jaarlijkse Bedevaart naar de Graven van de IJzer vatte het plan op bij de IJzer een terrein aan te kopen waarop een reusachtig kruis zou komen met daarrond deze heldenhuldezerkjes, ontworpen door Joe English.

## De eerste toren
In 1924 kocht het comité een stuk grond waar in 1914-1918 een Belgische stelling lag tegenover de beruchte Duitse post in de “minoterie” (Korenmolen). Vanaf dat jaar zou daar de jaarlijkse bedevaart plaatshebben.
Op 26 mei 1925 werden door de Dienst der Belgische militaire begraafplaatsen op de Belgische militaire begraafplaats van Adinkerke en de Belgische militaire begraafplaats van Oeren meer dan 500 heldenhuldezerkjes verbrijzeld om er grintwegen mee te funderen. Nu besloot het comité een hoog IJzerkruis op te richten om daarin de overgebleven zerkjes in te metselen. Die toren zou een huldemonument zijn voor de Vlaamse frontsoldaat en een eerherstel voor de Vlaamse gesneuvelden.
In 1925 werd een prijsvraag door het IJzerbedevaart comité uitgeschreven, een soort wedstrijd voor het beste ontwerp voor het groots IJzermonument in wording.
De jury die het uiteindelijk ontwerp zou kiezen uit de 39 ingezonden stukken bestond uit verschillende kunstenaars, architecten en Vlaamse vooraanstaande figuren zoals Jules Lagae, Han Groenewegen, Jozef Goosenaerts, arch. Verbruggen, arch. Raf Speybrouck, Oscar Dambre, Mevrouw Joe English en Cyriel Verschaeve.
In 1928 begon de bouw van de eerste toren, 50 meter hoog, naar het ontwerp van de architecten Fritz Van Averbeke en Robert Van Averbeke. Hij werd op 24 augustus 1930 ingewijd tijdens de elfde IJzerbedevaart.
Tussen 1930 en 1937 werden de stoffelijke resten van negen “IJzersymbolen” begraven in de crypte van de toren: Firmin Deprez, Frans Kusters, Joe English, Frans Van Der Linden, Bert Willems, Renaat De Rudder en Juul De Winde. In één kist liggen de Gebroeders Van Raemdonck samen met de Waalse korporaal Amé Fiévez. In de crypte hangt het doorschoten kruis van Nieuwpoort en staat de pompsteen van Merkem met de tekst “Hier ons bloed wanneer ons recht”.

## Dynamitering eerste toren

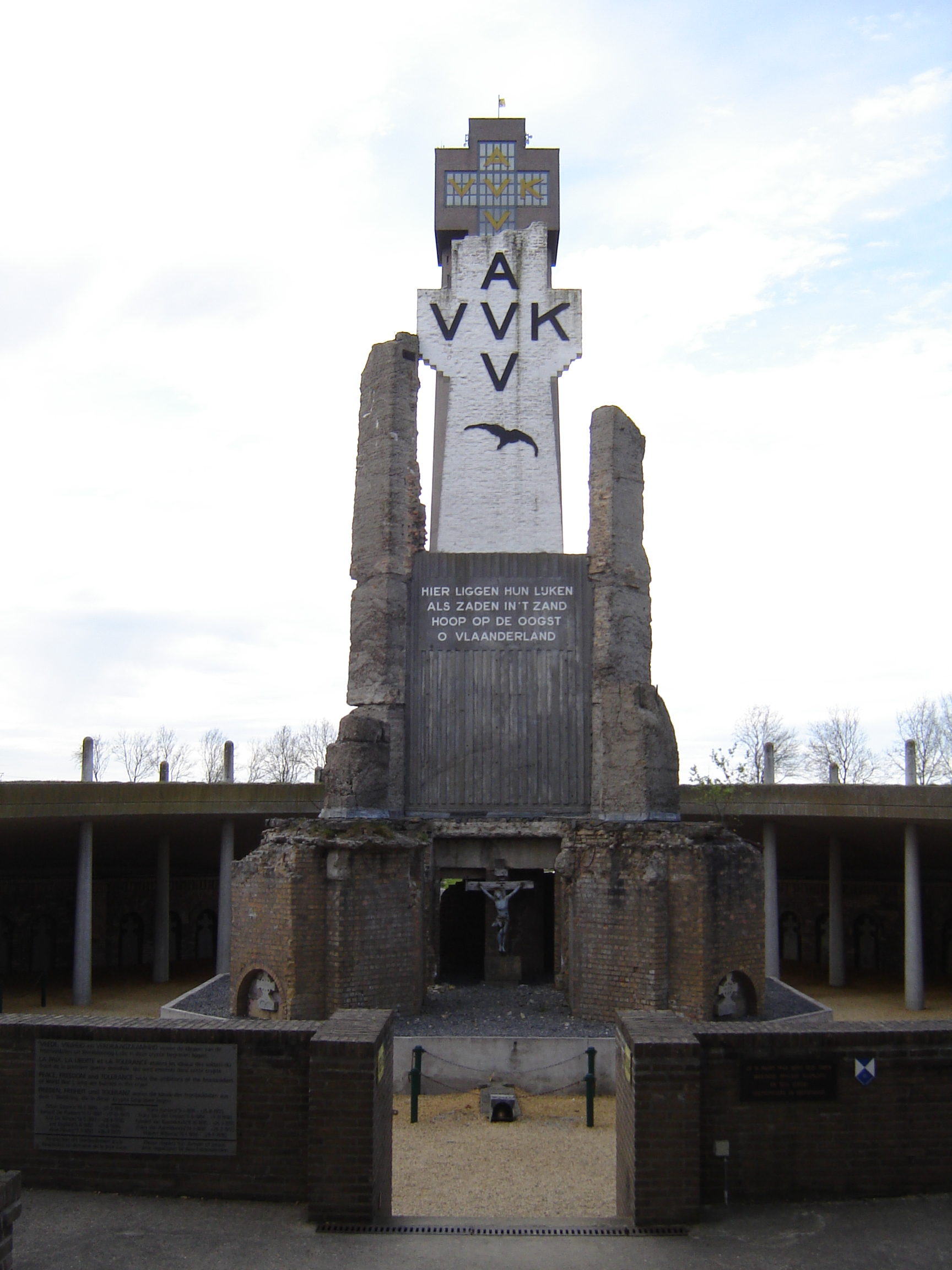
Kruis op de crypte van de eerste toren

Na de Tweede Wereldoorlog, in de sfeer van de Vlaamse collaboratie, werd in juni 1945 door twee jonge weerstanders (met dynamiet) een bom tot ontploffing gebracht. De toren liep schade op, maar bleef overeind. Om 2 uur in de nacht van 15 op 16 maart 1946 was er een veel grotere explosie (met dynamiet). Dit keer stortte het IJzermonument volledig in elkaar. Een gerechtelijk onderzoek werd ingesteld en twaalf verdachten werden voorgeleid maar werden in 1951 door de Kamer van inbeschuldigingstelling te Gent buiten vervolging gesteld. De omstandigheden rond de verwoesting van de toren en de afwikkeling erna vormen in de Belgische naoorlogse periode, zij het in een andere context, een al even beladen dossier als de moord op Julien Lahaut op 11 augustus 1950.
In 1948 werd op de crypte van de verwoeste toren een groot wit heldenhuldekruis met de leuze AVV-VVK en de blauwvoet geplaatst. De ruïne van de eerste toren wordt als blijvende getuigenis zorgvuldig bewaard, met zijn crypte.
In 1997 werd deze ruïne van de eerste toren, samen met de crypte, volledig gerestaureerd.

## Paxpoort

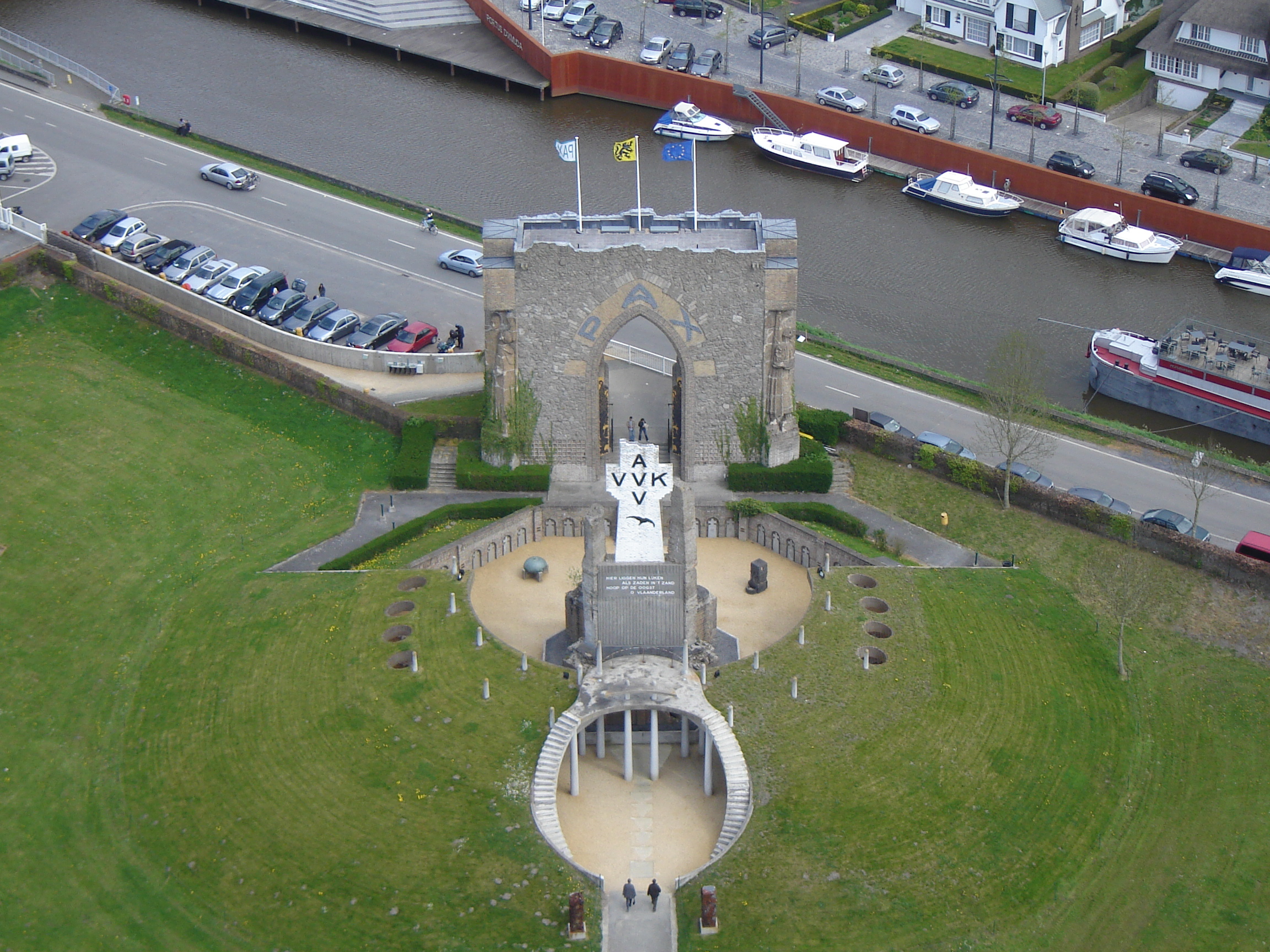
Ruïne eerste toren, crypte en Paxpoort (zicht van op de nieuwe toren)

In 1950 bouwde men, naar een ontwerp van Karel De Bondt en zijn broer Jan, op het voorterrein, in de IJzerbedevaartweide, de Paxpoort of Poort van Vrede met de brokstukken van de eerste toren. Aan de hoeken van de Paxpoort staan de herstelde beelden van Edward en Frans Van Raemdonck, Renaat De Rudder, Joe English en Frans Van Der Linden met Lode De Boninge.

## Tweede toren

De IJzertoren met ervoor de Paxpoort

Na de dynamitering van de eerste IJzertoren waren de meningen verdeeld. Sommigen wilden het puin onaangeroerd laten als blijvende aanklacht tegen de aanslag. Anderen wilden een veel hogere toren als bewijs van nieuwe Vlaamse levenskracht. 
Een compromis werd gevonden. Men zou aan architect Robert Van Averbeke (een van de twee architecten van de eerste toren) vragen een plan uit te tekenen voor een nieuwe IJzertoren, met dezelfde vorm als de eerste, maar 100 meter verder en ca. 84 meter hoog, met 462 trappen en gebouwd met onder andere 325.000 bakstenen, 388 ton staal en 3000 m³ gewapend beton.
In 1951 werd de eerste paal ingeheid, in 1952 de eerste steen ingemetseld. Op 11 november 1958 werd de nieuwe Crypte ingewijd. Op 22 augustus 1965 werd de nieuwe toren ingewijd. Op de flanken van de IJzertoren verscheen opnieuw de slogan van de eerste Toren “Nooit meer Oorlog”, aangebracht in de vier talen van de soldaten die in de Westhoek streden.
De oprichting van de IJzertoren kwam er destijds dankzij een groot gezamenlijk volksgevoel, en werd gefinancierd met ingezamelde vrijwillige bijdragen van talloze individuele Vlamingen en verenigingen.

## Museum en erkenning
De 22 verdiepingen van de IJzertoren zijn ingericht als een museum over Oorlog, Vrede en Vlaamse ontvoogding. Het maakt sinds 1998 deel uit van het Vredesmusea-netwerk van de Verenigde Naties.
In 2003 bereikte het museum de Top 10 van meest bezochte musea in Vlaanderen.
Op het IJzertorendomein werd van 2001 tot en met 2016 het (multicultureel) muziekfestival Ten Vrede georganiseerd.
De IJzertorensite trekt met zijn museum en jaarlijkse activiteiten jaarlijks meer dan 100.000 bezoekers.
In de IJzertoren staat eveneens de gouden monstrans tentoongesteld die aan de Belgische soldaten werd overhandigd door de Duitse soldaten op de dichtgevroren IJzer op kerstdag 1914, tijdens de kerstbestanden van de Eerste Wereldoorlog.
De IJzertoren is in 1986 door de Vlaamse overheid erkend als Memoriaal van de Vlaamse ontvoogding. In 1992 werd het geheel geklasseerd als beschermd monument. 
Met zijn 84 meter is de IJzertoren het hoogste vredesmonument van Europa.
Op 1 maart 2014 heropende het museum onder de naam Museum aan de IJzer. Het museum maakt deel uit van IJzerfront 14-18.